# 束河古镇
26°55′22″N 100°12′12″E / 26.92278°N 100.20333°E

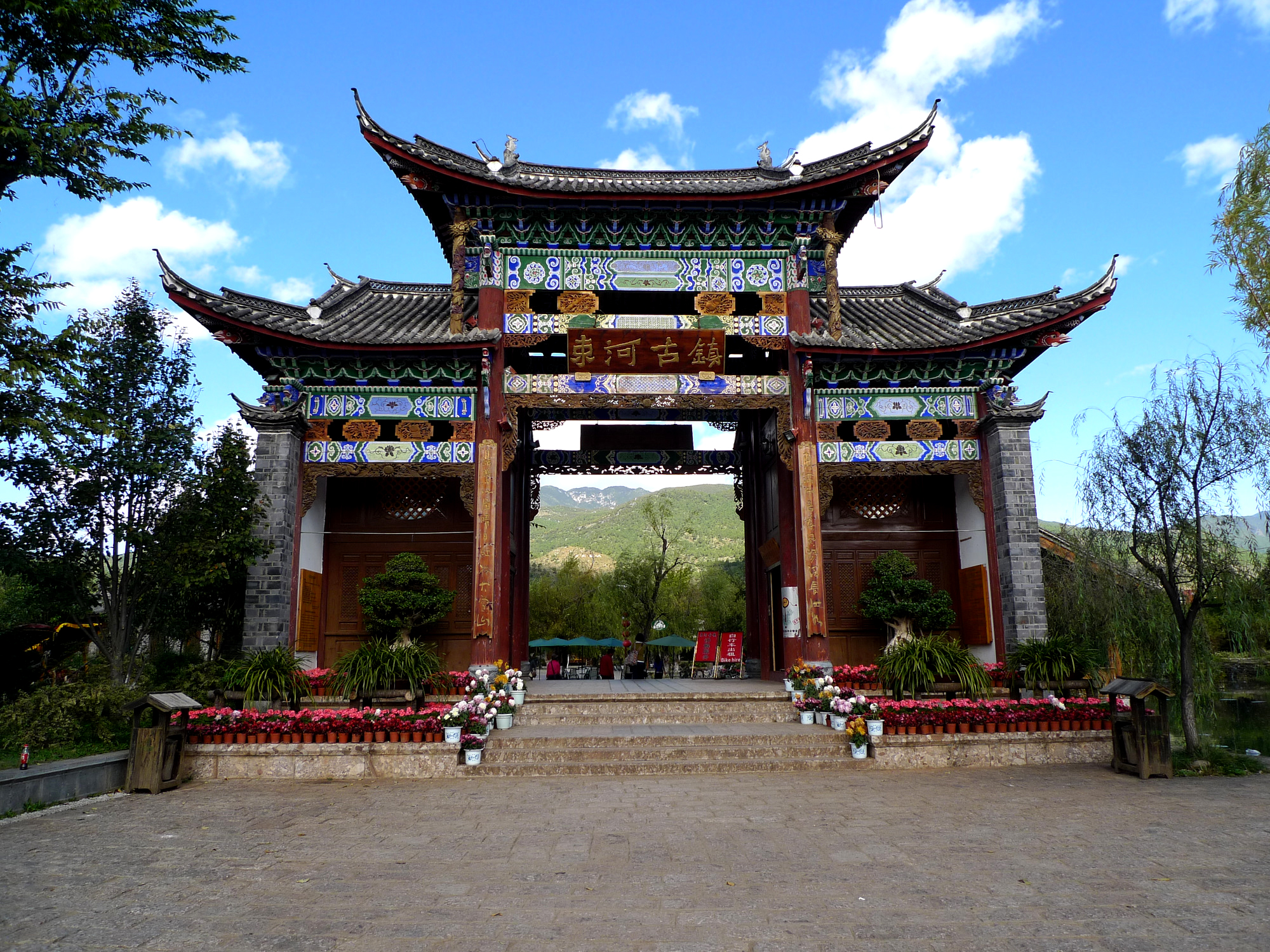
束河古镇

束河古鎮

束河古镇位于云南省丽江市古城区城北，是纳西族在丽江最早的聚居地之一，也是茶马古道上保存完好的重要集镇。为世界遗产丽江古城组成部分，被评为4A级景区。

## 概要
束河，纳西语称“绍坞”，因村后聚宝山形如堆垒之高峰，以山名村，流传变异而成，意为“高峰之下的村寨”。位于丽江古城以北，沿中济海东侧的大路行程约四公里，与白沙古镇、大研古镇共同组成丽江古城。
徐霞客游芝山解脱林时曾途经束河，在游记中这样写道：“过一枯涧石桥，西瞻中海，柳暗波萦，有大聚落临其上，是为十和院”。“十和”即今束河之古称。

## 束河八景

青龍橋

- 烟柳平桥：相传藏传佛教大师葛玛马追赶一个魔鬼，从这里一步跨到了玉龙雪山上，在青龙桥上留下了一个仙人脚印。开春时节，桥畔的杨柳长出了新芽，如烟似纱，仿佛绿色的波浪要涌到桥面上来。

- 夜市萤火：古时候，束河的四方街上设有夜市，人们像今天的都市人一样漫步在四方街上，随心所欲走走停停，看看稀奇，吃点儿自己想吃的东西参与一下喜欢的游戏，逛夜市的人手里举着手氢，穿行在青龙河畔，如夏夜流萤，成了一道风景。

- 断碑敲音：龙潭潭边有一截断碑，年代已不可考，用石头敲击，会发出清脆的声音。

- 西山红叶：束河西山上有很多漆树。每到秋天，树叶鲜红，秋光灿烂，令人赏心悦目，最为动人。

- 鱼水亲人：龙潭潭中的鱼儿是游人最喜欢的景致。它们不怕人，每当喂食的时候，纷纷争指令性计划令物，溅起的水花泼到喂食者脸上，人与鱼如此亲昵相处并不多见。

- 龙门望月：龙潭上端有一座寺庙，名叫“三圣宫”，西殿供奉观音，北楼供奉龙王，南楼供奉皮匠祖师孙膑。东楼楼基直接入水，三面都有回廊，供游人凭栏远眺。在这里，远近风光尽收眼底，田畴润绿，炊烟袅袅，鸡犬争鸣，生机勃勃，一派田园牧歌，无限诗情画意，令人流连忘返。尤其是月明之夜，登楼赏月最有风味，文人墨客每每对月吟诗作画，传为佳话。

- 雪山倒映：龙泉山下古树参天，一道好水积成九鼎龙潭，潭水清澈晶莹，水草曼舞，游鱼逍遥，玉龙雪山倒映其中，清姿傲岸，意境无穷。

- 石莲夜读：束河西山的最南边就是松云村，后边有石莲山，山上有个山洞，象老虎张开的大嘴，为了震住老虎的威风，当地人在洞口建筑了一个寺庙叫石莲寺。因有很多贫苦的读书人借着石莲寺内的灯火，与书为伴，天亮又匆匆离去，也成为当时石莲寺的一大壮观。